# T-10
El T-10 (también conocido como IS-8 u Object 730)  era un tanque pesado soviético de la Guerra Fría, el último desarrollo de la serie Kliment Voroshilov-Iósif Stalin (KV-1, KV-2, IS-2, IS-3). Entró en producción en 1952 como IS-8 (Iósif Stalin-8), pero debido al clima político de la desestalinización posterior a la muerte del secretario general, fue renombrado a T-10.
La diferencia más notable respecto de su antecesor directo, el IS-3, está en su casco más largo, siete pares de ruedas de rodaje en lugar de seis, una torreta más grande equipada con un cañón nuevo con extractor de humo, un motor diésel mejorado y blindaje más eficiente. El rendimiento general era similar, aunque el T-10 podía cargar más munición.
Los T-10, como los IS a los que reemplazaron, fueron desplegados en regimientos de tanques independientes pertenecientes a ejércitos y en batallones independientes correspondientes a divisiones.  Estas formaciones independientes podían ser asignadas a unidades mecanizadas para apoyar a la infantería y realizar penetraciones en las líneas enemigas.

## Retirada de los tanques pesados soviéticos
La movilidad de la guerra acorazada durante la Segunda Guerra Mundial había demostrado las desventajas de los tanques pesados y lentos. En la última ofensiva sobre Berlín, los tanques pesados no podían moverse al paso de los rápidos T-34, lo que supuso una complicación para el avance de las divisiones mecanizadas. La URSS continuó produciendo tanques pesados como parte de la carrera armamentista de la Guerra Fría (comparar con el M103 estadounidense y FV 214 Conqueror británico), pero los más flexibles tanques medianos T-54 y T-62 ya tenían armamento y blindaje comparables a los del T-10.
A fines de la década de 1960 los soviéticos adoptaron el concepto de tanque principal y reemplazaron sus tanques pesados por modelos más móviles. En esos años los batallones independientes con tanques pesados fueron reequipados con más modernos T-64, y, posteriormente, con los muy rápidos T-80, mientras que las unidades regulares de tanques y mecanizadas usaban los T-55 y T-72.  La producción de T-10 finalizó en 1966, y los proyectos de tanques pesados como el Obiekt 770 con cañón de 130 mm y cargador automático fueron cancelados.
Los misiles antitanque guiados, que empezaron a desplegarse de manera generalizada en este periodo, se convertirían en un reemplazo efectivo para la potencia de fuego a larga distancia de los tanques pesados. Los soviéticos hicieron uso de ellos en el vehículo de combate de infantería BMP-1, luego en el tanque T-64 y en otros vehículos. Finalmente, se empleó blindaje reactivo, que es más sofisticado y ligero para proteger a los tanques sin hacerlos lentos.
Según Bryan Perret, "Los enfrentamientos de la Guerra de los Seis Días, especialmente los de Rafah, no hicieron más que resaltar lo que el ejército soviético ya sabía: que había pasado la época del tanque pesado".

## Historia de producción
Aunque el T-10 estuvo en servicio para la Unión Soviética, no se sabe si fue exportado a los otros países del Pacto de Varsovia, si bien algunas unidades soviéticas estacionadas en esos países podrían haber estado equipadas con este tanque. El T-10 fue exportado a Egipto, Siria y posiblemente a Vietnam del Norte. Fue usado en combate durante la guerra de Yom Kipur de 1973, en la que brindó apoyo de larga distancia a los tanques T-55 y T-62.  Los tanques pesados soviéticos fueron retirados de las unidades de primera línea en 1967, y estaban completamente fuera de servicio para 1993. Muchos chasis de tanques fueron utilizados para vehículos porta-misiles.

### Modelos

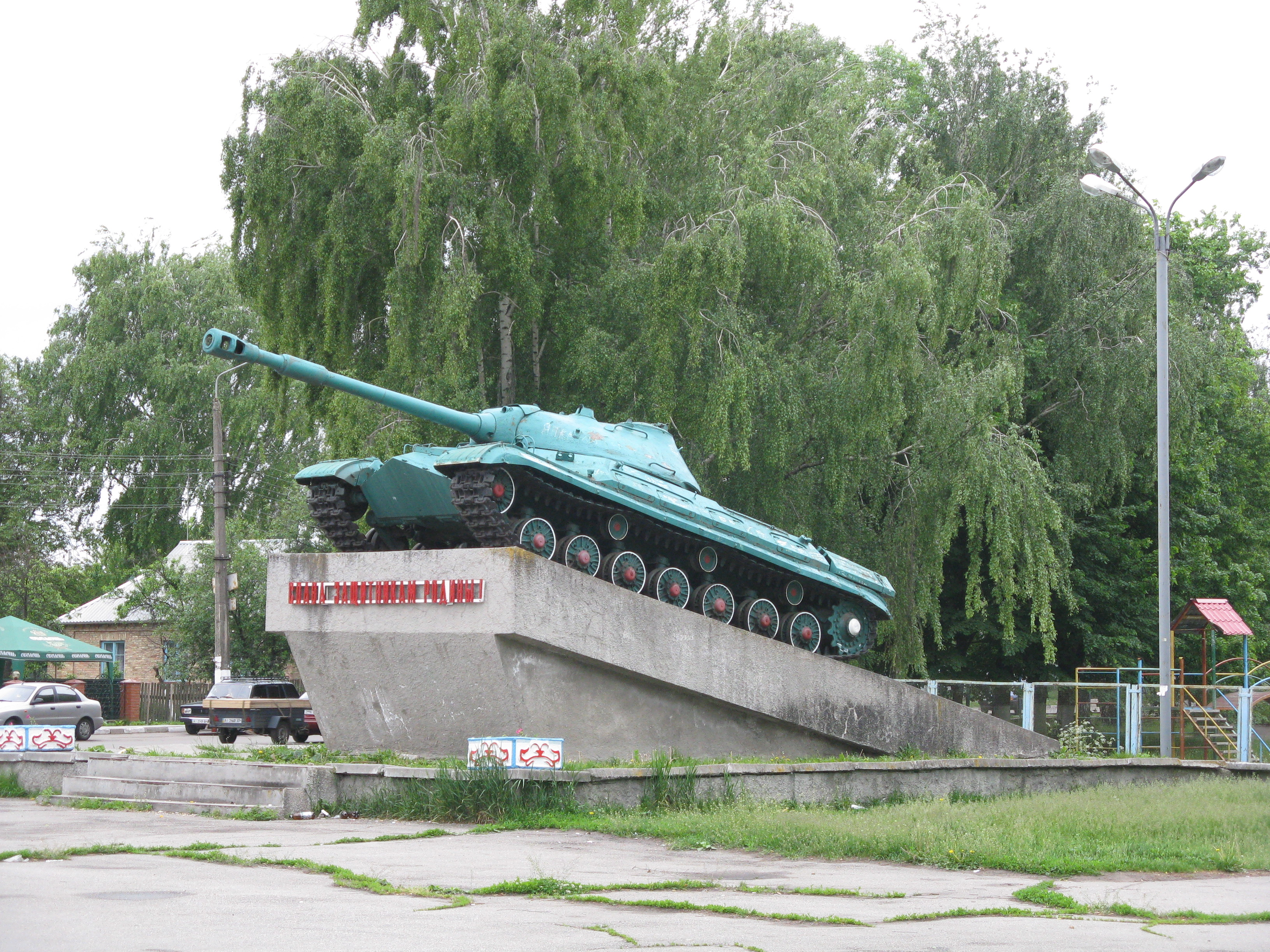
Т-10М en un monumento. Óblast de Kiev, Ucrania.

- Object 730 - prototipo, contaba con el cañón D-25TA de 122 mm
- T-10 - (1952)
- T-10A - (1956) modificado, agrega un estabilizador de un eje para el cañón.
- T-10B - (1957) agrega estabilizador de dos ejes.
- T-10M - (1957) versión mejorada con un cañón más largo M62-T2 de 122 mm con nuevo freno, estabilización en dos ejes, ametralladoras reemplazadas por KPVT (la munición 14,5 mm converge mejor con el nuevo cañón principal que la 12,7 mm), equipo de visión nocturna por infrarrojo y protección NBQ (Nuclear, Químico y Bacteorológico). La longitud total es de 10,29 m.
  - 1963 - T-10M equipados con equipo OPVT para cruzar ríos profundos.
  - 1967 - T-10M equipados con munición APDS y HEAT.